# 나대지마 심장아
《나대지마 심장아》는 서로 찐 우정을 주장하는 남녀, 우리가 정말 우정뿐일까? 친구 사이에 우정이 있다고 말하는 이와 완벽한 우정은 절대 존재하지 않다고 주장하는 남녀까지! 대국민 XY 난제 해결 프로젝트.

## 방송 시간
| 방송 채널 | 방송 기간              | 방송 시간          |
| --------- | ---------------------- | ------------------ |
| 채널S     | 2022년 7월 15일 ~ 현재 | 금요일 밤 9시 20분 |

## 출연자

### 진행
- 딘딘
- 조현영

### 패널
- 곽윤기
- 풍자

### 출연
- 이강산
- 정은우
- 박준혁
- 강나래
- 박현우
- 허윤
- 홍보람
- 곽지원